# Daniel Desorgher
Pour les articles homonymes, voir Desorgher.
Daniel Desorgher, né le 22 juillet 1948 à Kisantu (alors au Congo Belge), est un dessinateur et coloriste belge francophone de bande dessinée, principalement connu pour la série Jimmy Tousseul.

## Biographie
Daniel Desorgher naît le 22 juillet 1948 à Kisantu. Il quitte le Congo avec ses parents en 1960, alors qu'il est âgé de 12 ans, au moment où le pays prend son indépendance. La famille rentre en Belgique où le jeune Daniel poursuit ses études. 
Il suit ensuite les cours d'Eddy Paape au sein de l'Institut Saint-Luc de Bruxelles puis débute auprès de Dino Attanasio où il travaille sur la série Johnny Goodbye, puis comme assistant de Dany, lui-même assistant de Greg, sur la série Les As, à la fin des années 1960. Son ancien professeur, Eddy Paape lui offrira de collaborer avec lui sur une bande dessinée publicitaire publiée dans le Journal de Tintin en 1971, Val fruit : Val capitaine de l’espace, puis en faisant les couleurs du premier album de Tommy Banco, Dix Ans d’ombre, en 1972. Cette même année, il entre au studio Peyo où il va collaborer sur de nombreux albums des Schtroumpfs avant de dessiner quasiment seul l'album Schtroumpf vert et vert Schtroumpf en 1973. Avec lui, Peyo relance le personnage de Poussy, tout d'abord dans le Journal de Spirou puis dans le magazine Schtroumpf ! lancé par Peyo. Au sein du studio, il réalise également de nombreux dessins pour des publicités et des produits dérivés. En 1988, après un galop d'essai avec un récit complet de 8 planches publié dans le Journal de Spirou en 1987, Un conte africain, il débute, sur un scénario de Stephen Desberg, la série Jimmy Tousseul qui lui permet de renouer avec ses racines congolaises,.
La série connaîtra douze albums aux éditions Dupuis avant de se terminer en 2000. Une tentative de la relancer aura lieu en 2004, cette fois dans la collection « Bruxelles-Paris » aux éditions Glénat (où les douze premiers albums seront réédités) sous le titre Les Nouvelles Aventures de Jimmy Tousseul, Stephen Desberg abandonnant le scénario à Benoît Despas, mais s'arrêtera définitivement en 2008, après la publication de seulement trois albums. 
Entre 2007 et 2010, Daniel Desorgher réalise l'encrage de quatre albums de la série Le Scrameustache (Les Exilés, L'Elfe des étoiles, La Clé de l'hexagramme et Les Passagers clandestins).
Parallèlement, Daniel Desorgher est à l'initiative du Festival international de la BD de Seraing, après avoir été l'organisateur de la Fête des amoureux de la BD à Boncelles.

## Œuvres

### Séries

#### Jimmy Tousseul
- 1. Le Serpent d’ébène, Dupuis, Marcinelle, mars 1989
Scénario : Stephen Desberg - Dessin : Daniel Desorgher - Couleurs : Vittorio Leonardo -  (ISBN 2-8001-1641-2) — réédition Glénat en 2004  (ISBN 2-87444-001-9).
- 2. L’Atelier de la mort[12], Dupuis, Marcinelle, septembre 1989
Scénario : Stephen Desberg - Dessin : Daniel Desorgher - Couleurs : quadrichromie -  (ISBN 2-8001-1677-3) — réédition Glénat en 2004  (ISBN 2-87444-002-7).
- 3. Le Crépuscule blanc[13], Dupuis, Marcinelle, mai 1990
Scénario : Stephen Desberg - Dessin : Daniel Desorgher - Couleurs : Studio Leonardo -  (ISBN 2-8001-1740-0) — réédition Glénat en 2005  (ISBN 2-87444-003-5).
- 4. L’Homme brisé, Dupuis, Marcinelle, décembre 1990
Scénario : Stephen Desberg - Dessin : Daniel Desorgher - Couleurs : Studio Leonardo -  (ISBN 2-8001-1793-1) — réédition Glénat en 2005  (ISBN 2-87444-004-3).
- 5. Le Royaume du léopard[14], Dupuis, Marcinelle, décembre 1991
Scénario : Stephen Desberg - Dessin : Daniel Desorgher - Couleurs : Studio Leonardo -  (ISBN 2-8001-1890-3) — réédition Glénat en 2005  (ISBN 2-87444-005-1).
- 6. La Loi du solitaire, Dupuis, Marcinelle, avril 1993
Scénario : Stephen Desberg - Dessin : Daniel Desorgher - Couleurs : Studio Leonardo -  (ISBN 2-8001-1997-7) — Prépublié dans Spirou sous le titre : Sur la piste du buffle
- 7. Le Masque de l’esclave, Dupuis, Marcinelle, septembre 1994
Scénario : Stephen Desberg - Dessin : Daniel Desorgher - Couleurs : Studio Leonardo -  (ISBN 2-8001-2112-2)
- 8. Le Visage de Dieu[15], Dupuis, Marcinelle, septembre 1995
Scénario : Stephen Desberg - Dessin : Daniel Desorgher - Couleurs : Studio Leonardo -  (ISBN 2-8001-2208-0) — Contient : Le Carnet de route de Jimmy Tousseul.
- 9. Les Fantômes du passé[16],[17], Dupuis, Marcinelle, septembre 1996
Scénario : Stephen Desberg - Dessin : Daniel Desorgher - Couleurs : Studio Leonardo -  (ISBN 2-8001-2321-4)
- 10. La Vengeance du singe[18], Dupuis, Marcinelle, octobre 1997
Scénario : Stephen Desberg - Dessin : Daniel Desorgher - Couleurs : Studio Leonardo -  (ISBN 2-8001-2454-7)
- 11. Les Mercenaires, Dupuis, Marcinelle, février 1999
Scénario : Stephen Desberg - Dessin : Daniel Desorgher - Couleurs : Studio Leonardo -  (ISBN 2-8001-2651-5)
- 12. Au revoir, Jimmy[19], Dupuis, Marcinelle, septembre 2000
Scénario : Stephen Desberg - Dessin : Daniel Desorgher - Couleurs : Vittorio Leonardo -  (ISBN 2-8001-2930-1) — Réédition Glénat, 2006  (ISBN 2-87444-012-4).

#### Les Nouvelles Aventures de Jimmy Tousseul
- 1. Blanc et noir[20],[21], Glénat, coll. « Paris-Bruxelles », Grenoble, août 2004
Scénario : Stephen Desberg, Benoît Despas - Dessin : Daniel Desorgher - Couleurs : Studio Leonardo -  (ISBN 2-87444-013-2)
- 2. Le Piège[22], Glénat, coll. « Paris-Bruxelles », Grenoble, août 2006
Scénario : Benoît Despas - Dessin : Daniel Desorgher - Couleurs : Studio Leonardo -  (ISBN 2-87444-022-1)
- 3. La Croisière assassine[23], Glénat, coll. « Paris-Bruxelles », Grenoble, septembre 2008
Scénario : Benoît Despas - Dessin : Daniel Desorgher - Couleurs : Studio Leonardo -  (ISBN 978-2-87444-032-8)

#### Poussy
- Poussy L'intégrale[24], Dupuis, coll. « Patrimoine », Marcinelle, 15 Octobre 2014
Scénario : Peyo - Dessin : Peyo, Lucien De Gieter, Daniel Desorgher, Éric Closter, Philippe Delzenne - Couleurs : quadrichromie -  (ISBN 978-2-800160979)Contient un dossier introductif de 36 pages par Hugues Dayez, puis les 26 gags en noir et blanc parus dans Le Soir entre 1949 et 1951, ainsi que les 314 gags majoritairement en couleur du Soir Jeunesse, du Journal de Spirou et du magazine Schtroumpf ! parus entre 1955 et 1992 (avec certains inédits en albums), en bonus les 28 dessins de titre ou début de chapitre des trois albums. Noté "Première édition". Participation : 16 gags.

#### Vétos sans frontières
- Vétos sans frontières, Éditions du Tiroir, Braine-l'Alleud, mars 2020
Scénario : Raoul Cauvin - Dessin : Daniel Desorgher - Couleurs : Studio Caroline -  (ISBN 978-2-931027-14-1)

### Collectifs
- Flash Back[25], Comic! Events, août 1995
Scénario : collectif - Dessin : collectif dont Daniel Desorgher - Couleurs : noir et blanc,Ce Flash Back a été réalisé en collaboration avec Bédéciné Illzach et édité à l'occasion du 10e festival BD Coxyde (15 juillet au 6 août 1995) à 1 500 exemplaires numérotés à la main. Rares textes et titres des séries en deux langues : français et flamand. D/1995/6941/06. Format à l'italienne.
- Parcours illustré en province de Liège[26], Éditions du Céfal, Liège, 2006
Scénario : collectif - Dessin : collectif dont Desorgher -  (ISBN 2-87130-230-8)Avec David Caryn, Francis Carin, Didier Chardez, Bruno Di Sano, Julien Mestrez, Michel Pierret, Jean-Marc Stalner, André Taymans, Georges Van Linthout, François Walthéry, Marc Wasterlain.
- Folklore wallon en bulles[27], Dricot, Bressoux, février 2010
Scénario : collectif - Dessin : collectif dont Daniel Desorgher -  (ISBN 978-2-87095-389-1)
- 62 Auteurs de Boulogne Dessiné, Les Amis de la B.D., Boulogne-sur-Mer, décembre 2010
Scénario : collectif - Dessin : collectif dont Desorgher -  (ISBN 978-2-9537801-0-9)Recueil réalisé dans le cadre du 20e festival BD de Boulogne-sur-Mer.
- 1. Sortilège I, BD Fly, janvier 2011
Scénario : Bruno Di Sano - Dessin : collectif dont Daniel Desorgher - Couleurs : Alain Audry
- Walthéries - Les auteurs BD fêtent François Walthéry[28], GPRD, 1 septembre 2012
Scénario : Bruno Gilson - Dessin : Philippe Fenech, Bruno M - Couleurs : quadrichromie -  (ISBN 978-2-9601235-0-0)Tirage à 500 exemplaires. Album anniversaire des 50 ans de carrière de François Walthéry souhaité par d'autres dessinateurs dont Desorgher.
- 2. Sortilège II, BD Fly, janvier 2013
Scénario : Bruno Di Sano - Dessin : collectif dont Daniel Desorgher - Couleurs : Alain AudryTirage limité à 400 ex.
- Vesparadise, BD Lire Éditions, février 2014
Scénario : collectif - Dessin : collectif dont Daniel Desorgher - Couleurs : quadrichromieTirage limité à 300 ex.
- Lovely Wheels, C.M. Éditions, avril 2021
Scénario : Christian Mathoul - Dessin : collectif dont Daniel Desorgher -  (ISBN 978-2-9602788-0-4)Format à l'italienne.
- Int. Sortilège - Intégrale[29], C.M. éditions, 16 juin 2022
Scénario : Bruno Di Sano, Daniel Bardet, Christian Mathoul - Dessin : collectif dont Daniel Desorgher - Couleurs : Laurent Carpentier, Louis-Michel Carpentier, Alain Audry -  (ISBN 978-2-9602788-1-1),Couverture : Daniel Desorgher, Stéphane Dizier. Storyboard : Bruno Gilson. Avec Jo-El Azara, Francis Carin, Jean-Pol, Hec Leemans, Wim Swerts, André Taymans, Yannick Thiel.

### Artbooks
- Archibald - Les carnets d'Archibald : Tome 12, Desorgher, BD Club de Genève, 2003[30].

### Para-BD
À l'occasion, Daniel Desorgher réalise des affiches de festivals, portfolios, ex-libris, posters, cartes ou cartons, étiquettes de vin et commet quelques travaux publicitaires,.

### Hommages rendus
Desorgher rend hommage à Maurice Tillieux dans le portfolio du festival BD de Ligugé en 2007 ainsi qu'à François Walthéry à l'occasion de l'anniversaire de ses 50 ans de carrière en 2012.

### Collections publiques
2 œuvres de cet artiste sont conservées au Centre belge de la bande dessinée et font partie du patrimoine mobilier de la région Bruxelles-Capitale.

#### Études
- Didier Quella-Guyot (Auteur) et Isabelle Quella-Guyot (Collecteur), Document d'exploitation pédagogique de trois albums de la série Jimmy Tousseul de Daniel Desorgher et Stephen Desberg : l'Afrique noire dans la bande dessinée, Marcinelle ; Poitiers, Dupuis ; CRDP de Poitou-Charentes, 1997, 240 p., ill. en n. et bl. ; 30 cm (ISBN 9782866324575 et 2866324579, OCLC 493877626)

#### Livres
- Henri Filippini, Dictionnaire de la bande dessinée, Paris, Bordas, 1989, 731 p., ill. ; 27 cm (ISBN 2-04-018455-4, OCLC 1244909550, BNF 35065653, présentation en ligne), p. 610.
- Hugues Dayez, Peyo l'enchanteur, Bruxelles, Niffle, coll. « Profession », 2003, 189 p., 25 cm (ISBN 978-2-87393-046-2, OCLC 893724420, présentation en ligne), p. 136.
- Jacques Fiérain, « Desorgher, Daniel », dans La BD dans les provinces de Liège, Namur et Luxembourg, Charleroi, Éd. l'Âge d'or, 2004, 112 p., ill. ; 31 cm (ISBN 9782960019698, OCLC 470388297, présentation en ligne), p. 32.
- Patrick Gaumer, « Desorgher, Daniel », dans Dictionnaire mondial de la BD, Paris, Larousse, 2010, 953 p., ill. ; 27 cm (ISBN 978-2-0358-4331-9 et 2-0358-4331-6, OCLC 920924930, présentation en ligne), p. 249. .
- Philippe Mellot, Michel Denni, Laurent Turpin et Isabelle Morzadec, Trésors de la bande dessinée : BDM 2021-2022 - Catalogue encyclopédique et Argus, Paris, Les Arènes, novembre 2020, 22e éd., 1700 p., ill. ; 23 cm (ISBN 9791037502582, OCLC 1240308146, présentation en ligne), p. 595. .

#### Périodiques
- Stephen Desberg, « Souvenirs du Congo », Spirou, Dupuis, no 2602,‎ 23 février 1988, p. 5-6 (lire en ligne)
- Patrick Pinchart, « Bulles africaines », Spirou, Dupuis, no 2842,‎ 30 septembre 1992, p. 4 (lire en ligne)
- Daniel Desorgher (interviewé par Pierre-Emmanuel Paulis), « Voyage au cœur de l’Afrique en compagnie de Daniel Desorgher », Auracan, no 14,‎ septembre-octobre 1996.
- Lambil, Francis Bergèse, Daniel Desorgher, « La documentation du dessinateur », Spirou (supplément Les petits secrets des grands de la BD), Dupuis, no 3058,‎ 20 novembre 1996, p. 33 (lire en ligne).
- Daniel Desorgher, « Interview », Tonnerre de bulles, Les Petits Sapristains, no 2,‎ octobre 2013 (ISSN 2264-2102, présentation en ligne).